# Ludwig Benedikt von Cramer-Klett
Ludwig Benedikt Freiherr von Cramer-Klett (* 21. März 1906 auf Schloss Hohenaschau; † 15. August 1985 in München) war ein deutscher Jagdschriftsteller.

## Leben
Ludwig Theodor Benedikt Maria Anton Sebastian Maurus Placidus Anselm Gregorius Hildebrand von Cramer-Klett war Sohn des Industriellen, Mäzens und Reichsrats der Krone Bayern Theodor von Cramer-Klett jun. und seiner Frau Anna Chariklia, geb. Freiin von Würtzburg.
Cramer-Klett erlangte, wie sein Vater vor ihm, im deutschsprachigen Raum Bekanntheit als Jagdschriftsteller.
Bereits in seiner Schulzeit veröffentlichte er 1930 im Alter von 24 Jahren seine erste Jagderzählung „Der Vierzehnender“. Der von ihm sehr geschätzte Stil des Anton Freiherr von Perfall prägte ihn dabei stark. Später brachte er als anerkannter Schriftsteller eine Sammlung von Jagderzählungen von Anton Freiherr von Perfall mit dem Titel „Auf der Wurzhütte“ heraus. Seine zweite Veröffentlichung der Erzählung „Silvester-Birsch“ 1931 trägt schon seinen eigenen markanten Stil. Im gleichen Jahr 1931 veröffentlicht er eine kleine Geschichte mit dem Titel „Ein Traum“. Auch dort ist sein Schreibstil schon erkennbar. Man meint aber auch eine Erzählung von Arthur Schubart zu lesen, der häufig Jagdgast in Hohenaschau war und als Poet von Cramer-Klett sehr verehrt wurde.
Ebenfalls 1931 veröffentlichte er eine vom Jagdmaler Michael Mathias Kiefer illustrierte längere Erzählung „Die Heuraffler“. Diese verhalf ihm zu seinem Durchbruch als Jagdschriftsteller.
1932 wurde eine weitere Erzählung des jungen Autors veröffentlicht mit dem Titel „Nicht geschossen!“. Danach wird es ruhig um die soeben aufgeblühte Schriftstellerei des Freiherrn. Dies mag seinen Grund in der ablehnenden Haltung zum Dritten Reich haben und der damit verbundenen Prägung des jagdlichen Schrifttums, die ihm zum freiwilligen Schweigen veranlasste, wie er in einem Vorwort zu den Heurafflern 1965 bemerkt. So zitierte er seinen alten Forstrat Escherich mit den Worten: „Ludwig, des must D`mir versprechen: bild Dir nie ein, dass eine vom Fundament her schlechte Sache davon besser werden kann, dass Du mitmachst! Du kannst Sie nur bekämpfen oder wegbleiben.“ Cramer-Klett blieb zumindest literarisch weg. In den Nachkriegsjahren, nachdem er als Soldat 1942 erkrankt von der Ostfront heimgekehrt war, veröffentlichte er zunächst vereinzelt und später sehr rege Jagdgeschichten, die er später zu seinen Büchern zusammenfasste.
Während des Dritten Reichs war Ludwig Benedikt von Cramer-Klett kurze Zeit in Stadelheim inhaftiert. Kurze Zeit später wurde sein Palais in München niedergebrannt. Durch diese finanziellen Verluste und aufgrund der Inflation war Ludwig Benedikt 1942 aus finanziellen Gründen gezwungen, Schloss Hohenaschau und den Ostteil des Tales an das Deutsche Reich/den Bayrischen Staat zu verkaufen. Das Schloss wurde zum Erholungsheim der Kriegsmarine. Die Familie wohnte von da ab in der Villa Elisabeth am Fuß des Schlossbergs.

## Familie

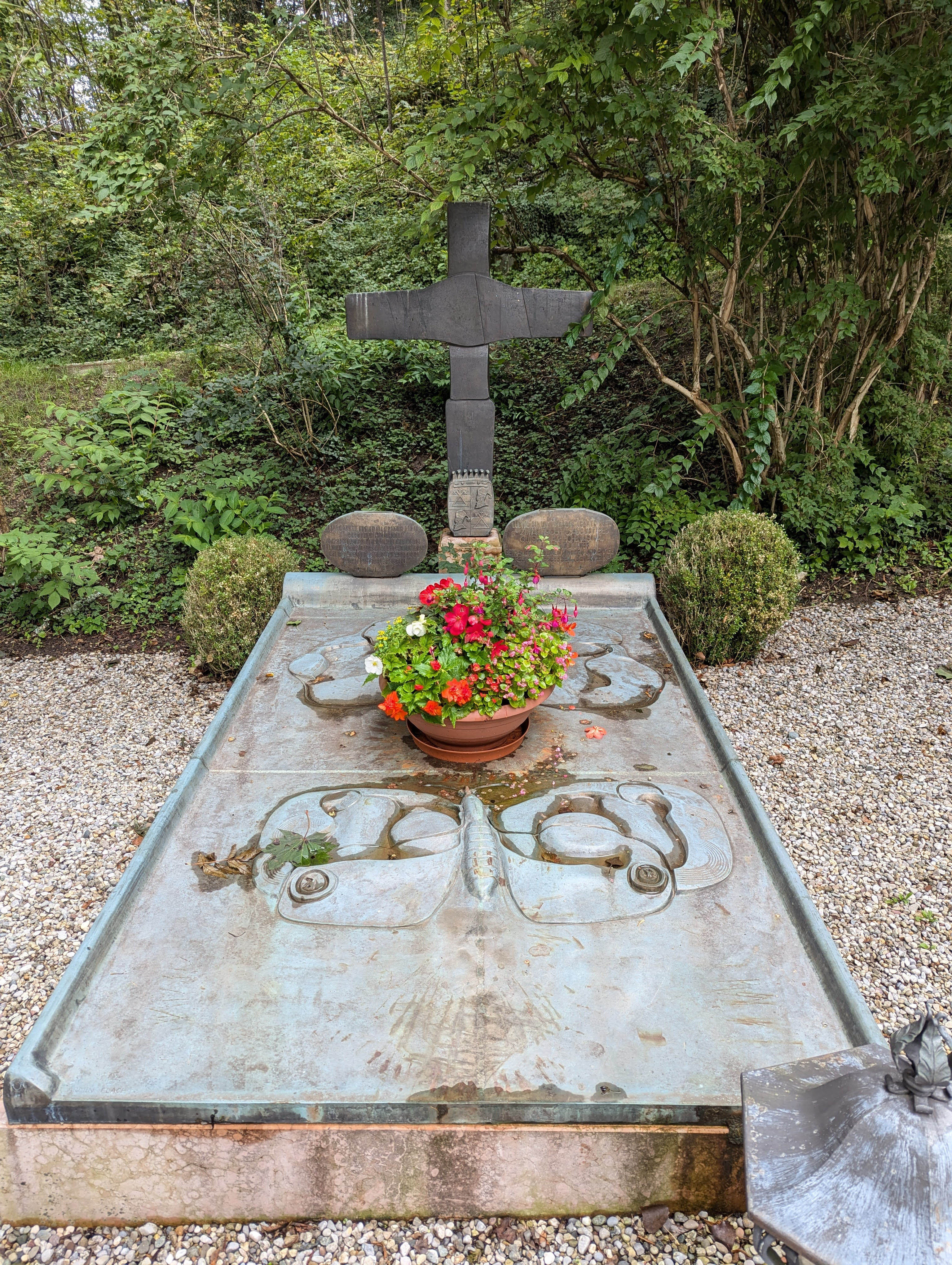
Grab von Ludwig Benedikt und Margarethe von Cramer-Klett auf dem Familienfriedhof am Schloss Hohenaschau

Ludwig Benedikt war verheiratet mit Margarethe Haushofer (* 28. Mai 1905; † 30. Oktober 1979 Aschau), der Tochter des Malers Alfred Haushofer. Aus der Ehe gingen fünf Kinder hervor.
- Theodor Rasso Freiherr von Cramer-Klett (* 22. April 1941 München; † 18. Januar 2021[1][2])
- Anna Antonia von Cramer-Klett (* 19. April 1942), Autorin, Lektorin und Übersetzerin
- Margarethe von Cramer-Klett (* 6. August 1944), zweite Ehefrau von Hans Clarin
- Elisabeth Maria Brigitte von Cramer-Klett (* 20. Mai 1946; gest. 20. November 2010)
- Christa Benedikta von Cramer-Klett (* 9. Juni 1947)

Er verstarb am 15. August 1985 in der Münchener Privatklinik Josephinum.

## Auszeichnungen
- 1965: Literaturpreis des deutschen Jagdverbandes DJV für das Werk "Glückselige Einsamkeit"
- 1966: Ehrenbürger von Aschau
- 1974: Literaturpreis des Conseil International de la Chasse CIC für die bis dahin erschienenen sechs Bücher und zahlreichen fachlichen und jagdpolitischen Aufsätze in der Jagdpresse
- 1982: Bundesverdienstkreuz am Bande[3]

## Werk
- Theodor Freiherr von Cramer-Klett. Weg und Wirken eines christlichen Mannes. Aufgezeichnet von seinem Sohn. (um 1939)
- Die Heuraffler und andere Bergjägergeschichten. 1950
- Traum auf grünem Grund. Hamburg/Berlin: Paul Parey, 1956, 3. Aufl. 1963
- Spiel der Lichter und Schatten. Von eines Jägers Wünschen und Wegen. Hamburg/Berlin: Paul Parey, 1960, 2. Aufl. 1961
- (Hrsg.): Anton von Perfall: Auf der Wurzhütte und andere jagdliche Erzählungen. Hamburg/Berlin: Paul Parey, 1963
- Glückselige Einsamkeit. Hamburg/Berlin: Paul Parey, 1964, 3. Aufl. 1967
- Des Waldhorns Widerhall. Hamburg/Berlin: Paul Parey, 1968
- Des Jägers Glück kennt kein Verweilen. 1976
- Mit der Flinte. Von treffsicheren Schützen, edlen Waffen und der Freude an geselliger Jagd. 1978
- Zum Jagen zog ich frohen Sinn`s. Auf Rehbock, Hahn und Hirsch. Hamburg/Berlin: Paul Parey, 1986
- Im Gamsgebirg. Erlebnisse und Erfahrungen um das Krickelwild. 1988
- Wand der Lieblinge. Und andere Jagderzählungen. 1995
- Gerechtes Waidwerk. Melsungen: Neumann-Neudamm, 2008